# Liste der Kulturgüter in Haut-Intyamon
Die Liste der Kulturgüter in Haut-Intyamon enthält alle Objekte in der Gemeinde Haut-Intyamon im Kanton Freiburg, die gemäss der Haager Konvention zum Schutz von Kulturgut bei bewaffneten Konflikten, dem Bundesgesetz vom 20. Juni 2014 über den Schutz der Kulturgüter bei bewaffneten Konflikten sowie der Verordnung vom 29. Oktober 2014 über den Schutz der Kulturgüter bei bewaffneten Konflikten unter Schutz stehen.
Objekte der Kategorien A und B sind vollständig in der Liste enthalten, Objekte der Kategorie C fehlen zurzeit (Stand: 1. Januar 2023).

## Kulturgüter
| Foto | | Objekt | Kat. | Typ | Standort                                        | Beschreibung |
| ---- | --- | --- | ---- | --- | ----------------------------------------------- | ------------ |
| ja   | Datei hochladen · Wikidata zu Chalet d'alpage (Q29479185)                                                 | Alphütte / Chalet d’alpage KGS-Nr.: 01929                                                                                              | A    | G   | Albeuve, En Lys 215 566061 / 149758             |              |
| ja   | Datei hochladen · Wikidata zu Gedeckter Dorfbrunnen (Q29479188)                                           | Gedeckter Dorfbrunnen / Fontaine couverte du village KGS-Nr.: 02217                                                                    | A    | K   | Lessoc, Place de la Fontaine 10 571100 / 150463 |              |
| ja   | Datei hochladen · Wikidata zu Ehemalige Auberge de la Croix-Blanche, bekannt als Vieux Chalet (Q29479190) | Ehemalige Auberge de la Croix-Blanche, genannt Vieux Chalet / Ancienne Auberge de la Croix-Blanche dite le Vieux Chalet KGS-Nr.: 02236 | A    | G   | Montbovon, Route du Lac 26 569774 / 148607      |              |
| ja   | Datei hochladen · Wikidata zu Haus François Fracheboud (Q29479189)                                        | Haus von François Fracheboud / Maison de François Fracheboud KGS-Nr.: 09977                                                            | A    | G   | Lessoc, Route de l’Ondine 6 571129 / 150415     |              |
| BW   | Datei hochladen · Wikidata zu Kapelle Notre-Dame-des-Neiges in Buth (Q29695454)                           | Kapelle Notre-Dame-des-Neiges in Buth / Chapelle Notre-Dame-des-Neiges au Buth KGS-Nr.: 02218                                          | B    | G   | Lessoc, Route du Buth 49 571143 / 150566        |              |
| ja   | Datei hochladen · Wikidata zu Gedeckte Brücke (Q29695499)                                                 | Gedeckte Brücke / Pont couvert KGS-Nr.: 02219                                                                                          | B    | G   | Lessoc, Route du Pont-Couvert 570325 / 149535   |              |
| BW   | Datei hochladen · Wikidata zu Pontet-Brücke in Allières (Q29695423)                                       | Pontet-Brücke in Allières / Pont du Pontet à Allières KGS-Nr.: 02235                                                                   | B    | G   | Montbovon, Route d’Allières 567704 / 147266     |              |
| BW   | Datei hochladen · Wikidata zu Mühlenbrücke (Q29695506)                                                    | Mühlenbrücke / Pont du Moulin KGS-Nr.: 02238                                                                                           | B    | G   | Montbovon, Basses Ciernes 570250 / 149341       |              |
| BW   | Datei hochladen · Wikidata zu Haus (Q29695540)                                                            | Haus / Maison KGS-Nr.: 02239 | B    | G   | Montbovon, Vers les Moret 24 569300 / 148160    |              |
| ja   | Datei hochladen · Wikidata zu Pfarrkirche Saint-Martin (Q123992040)                                       | Pfarrkirche Saint-Martin / Église paroissiale Saint-Martin KGS-Nr.: 09975                                                              | B    | G   | Lessoc, Route du Buth 11 571127 / 150553        |              |
| ja   | Datei hochladen · Wikidata zu Bauernhaus Pernet (Q29479186)                                               | Bauernhaus Pernet / Maison paysanne Pernet KGS-Nr.: 09976                                                                              | B    | G   | Montbovon, Route des Prys 80 570095 / 148983    |              |
| ja   | Datei hochladen · Wikidata zu Kapelle Saint-Esprit (Q29695440)                                            | Kapelle Saint-Esprit / Chapelle du Saint-Esprit KGS-Nr.: 13029                                                                         | B    | G   | Albeuve, Place de la Chapelle 1 569038 / 149580 |              |
| ja   | Datei hochladen · Wikidata zu Pfarrkirche Notre-Dame de l’Assomption (Q29695471)                          | Pfarrkirche Notre-Dame de l’Assomption / Église paroissiale Notre-Dame de l’Assomption KGS-Nr.: 13030                                  | B    | G   | Albeuve, Rue de l’Église 24 570630 / 151785     |              |
| ja   | Datei hochladen · Wikidata zu Präventorium und Rosenkranzkapelle in Les Sciernes d'Albeuve (Q29695523)    | Präventorium und Rosenkranzkapelle / Préventorium et chapelle du Rosaire KGS-Nr.: 13211                                                | B    | G   | Albeuve, Route du Rosaire 10 569289 / 149439    |              |